# Białka (dopływ Tyśmienicy)
Białka – rzeka, prawy dopływ Tyśmienicy o długości 35,16 km.
Rzeka swój początek bierze z Kanału Wieprz-Krzna w okolicach wsi Żelizna. Płynie głównie przez niezabudowane tereny w kierunku południowo-zachodnim. Przepływa obok Ustrzeszy, następnie przez Radzyń Podlaski, przecina drogę krajową nr 63 i zmienia kierunek na południowy. W dalszym biegu mija miejscowość Zabiele, rozdziela dwie miejscowości: Paszki Małe i Paszki Duże, a po paru kilometrach wpada do Tyśmienicy.